# Actinote illimis
Actinote illimis är en fjärilsart som beskrevs av Hayward 1935. Actinote illimis ingår i släktet Actinote och familjen praktfjärilar. Inga underarter finns listade i Catalogue of Life.